# Fulgêncio Firmino Simões
Fulgêncio Firmino Simões (1855 — 1942) foi um político brasileiro.
Foi presidente da província de Goiás, de 20 de outubro de 1887 a 3 de janeiro de 1888 e de 6 de janeiro a 20 de fevereiro de 1888.